# Randolph Hewton

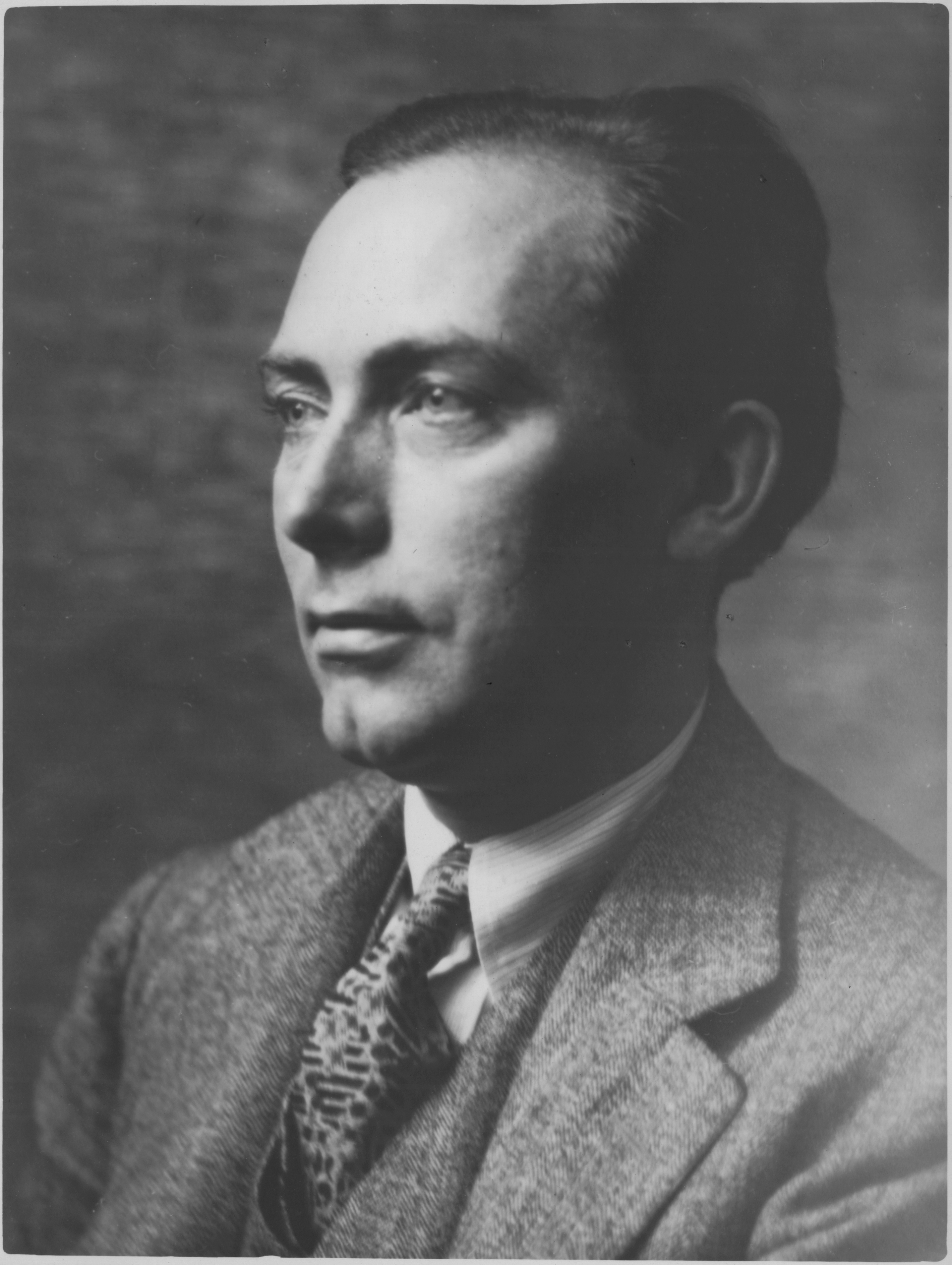
Randolph S. Hewton, 1930

Randolph Stanley Hewton (* 12. Juni 1888 in Maple Grove, Québec; † 17. März 1960 in Belleville, Ontario) war ein kanadischer Maler, bekannt für seine figurativen Werke und seine Rolle als Kolorist.

## Leben
Randolph Hewton studierte von 1903 bis 1907 bei William Brymner an der Art Association of Montreal. Anschließend setzte er seine Ausbildung von 1908 bis 1913 an der Académie Julian in Paris fort, wo er bei Jean-Paul Laurens und Henry Caro-Delvaille studierte. In dieser Zeit lernte er 1912 den Maler A. Y. Jackson kennen, der einen großen Einfluss auf seinen Stil hatte. Nach seiner Rückkehr nach Kanada nahm Randolph Hewton 1913 an einer Ausstellung der Art Association of Montreal teil, die jedoch auf Kritik stieß, da seine impressionistisch geprägten Werke in Quebec zunächst wenig Anklang fanden. Im Ersten Weltkrieg diente Randolph Hewton in Europa, nahm an der Somme-Offensive teil und wurde 1918 mit dem Military Cross ausgezeichnet. Nach dem Krieg arbeitete er für die Firma Miller Brothers, die Kartons herstellte, und wurde 1921 deren Präsident. Er verließ das Unternehmen, um sich der Malerei zu widmen, kehrte aber 1926 zurück. Zu dieser Zeit heiratete er Isobel Monk (geb. Robertson). 1933 zog er nach Glen Miller, Ontario, als Miller Brothers dorthin umzog.

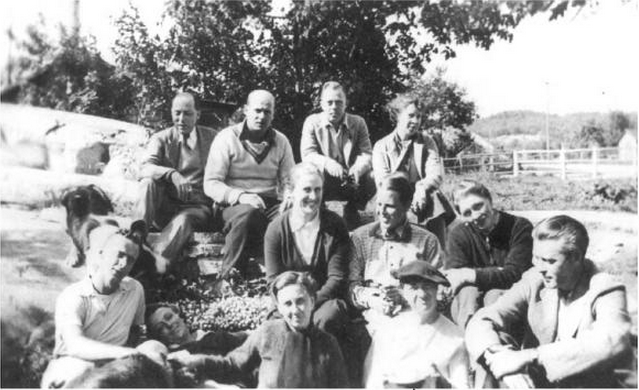
Gruppe von Künstlern mit Freunden in Whitefish Falls im Jahr 1936. Obere Reihe: Randolph Hewton, Mr. Whittall, Charles Comfort, Yvonne McKague Housser. Mittlere Reihe: Isabel McLaughlin, Gordon Webber, Bennie Hewton. Untere Reihe: Hal Hayden, Audrey Taylor, Prudence Heward, Rody Kenny Courtice, Mr. Macdonald

Randolph Hewton war 1920 Mitbegründer der Beaver Hall Group, einer Künstlergruppe in Montreal, und wurde im selben Jahr eingeladen, mit der Group of Seven auszustellen. Er unternahm Malreisen mit A. Y. Jackson und Albert Robinson. Anfang der 1920er Jahre war er Direktor und leitender Dozent an der Kunstschule der Art Association of Montreal. 1933 war er Gründungsmitglied der Canadian Group of Painters und wurde 1934 in die Royal Canadian Academy of Arts gewählt. 

## Werk
Randolph Hewtons Werk umfasst Porträts, Akte, Figurenstudien, Landschaften und Genreszenen. Seine Landschaften zeigen häufig Motive aus Montréal, La Malbaie, Baie-Saint-Paul und anderen Orten in Québec sowie aus den Laurentians und entlang des Sankt-Lorenz-Stroms. Seine Werke befinden sich in den Sammlungen der National Gallery of Canada, des Musée national des beaux-arts du Québec und der Art Gallery of Ontario. 